# Acemhöyük
Acemhöyük es un yacimiento arqueológico de Turquía. Se encuentra en un tell situado cerca de la localidad de Yeşilova en el distrito de Merkez, provincia de Aksaray. En la Edad de Brocne probablemente su nombre era Purušḫanda/Purušḫattum (Ullama). Fue un centro comercial asirio, o Karum.
Se halla en Capadocia, en la región de lago Tuz, a lo largo del camino que en la actualidad conduce de Konya a Kayseri.

## Geografía
Acemhöyük está a 18 km al noroeste de Aksaray, en el extremo sureste del lago Tuz (tuz Gölü,) en una llanura fértil en la Uluirmak o Melendiz. Las ruinas están dispuestas, como las de Kültepe, en dos partes: un asentamiento sobre una colina, que mide 700 m de este a oeste y 600 m de norte a sur y una ciudad baja, parcialmente cubierta por el moderno pueblo de Yeşilova. Según Nimet Özgüc, la extensión de la ciudad baja es de un tamaño similar. El punto más alto, la ciudadela, se eleva 20 metros sobre el terreno circundante y ahora se llama Sarikaya ('acantilado amarillo') a causa de los ladrillos de barro cocido amarillo brillante. Al sur de la ciudad moderna y en el centro de ella  hubo un cementerio moderno.

## Historia

Anatolia central durante el periodo de los Karum.

La última capa estratigráfica data de época grecorromana y consiste en los cimientos de viviendas. La estratigrafía  comienza en el período de Karum y consiste en cinco capas, numeradas desde arriba hacia abajo, de I a V. La capa I quedó casi destruida, la cual se atribuye a la más próxima a la superficie. Se construyeron algunos hornos y edificios. Las casas de la capa II parece que fueron construidas de madera y barro cocido sobre las ruinas de la capa III, apresuradamente, según Nimet Özgüc. La capa III, asimismo fue gravemente dañada por el fuego, pero parece haber representado el periodo de mayor prosperidad del asentamiento. Las capas IV y V permanecen inexploradas, o al menos inéditas, pero presumiblemente pertenecen a la época pre-Karum.
Las inscripciones en escritura cuneiforme halladas en Kültepe atestiguan las estrechas relaciones que mantuvieron los palacios de Acemhöyük con Assur en la época de Shamshiadad I.
Acemhöyük, de la que dse desconoce su nombre antiguo, estaba en el centro de una densa red de intercambios, que conectaba Asiria con otros asentamientos anatólicos, a través de los centros sirios de Mari y Karkemish. Entre las pocas improntas de sellos con inscripción cuneiforme aparecen los nombres del rey asirio Shamshiadad, que reinó de 1815 a 1782 a. C., de Dugedu, hija de Yahdun-Lim, rey de Mari; del rey Aplakhanda de Karkemish, contemporáneo de Iasmakh-Adad, el hijo que Shamshiadad puso en el trono de María después del asesinato del legítimo soberano local Yahdun-Lim.
Acemhöyük se convirtió en una relevante ficha en la reconstrucción de la organización mixta de principados locales independientes y colonias de mercaderes asirios que constituyó uno de los ejes del sistema económico del imperio asirio.

## Arqueología
Tashin y Nimet Ozgüç realizaron sondeos que se concentraron en torno a dos edificios, provisionalmente identificados como palacios, datables en la misma época en la que floreció Kültepe. La localidad de Acemhöyük se extiende unos 600 m a lo largo de un eje norte-sur y poco más a lo largo del este-oeste, adoptando así una morfología casi cirucalr. Los dos edificios a los que los cónyuges Ozgüç dedicaron su atención se encuentran dentro de la muralla, en dos zonas elevadas denominadas respectivamente Sarikaya (en la parte septentrional del tepe) y Hatipler Tepesi (en la parte septentrional).
Desde 1962 a 1988, Nimet Özgüç dirigió las excavatcones. Desde 1989, el proyecto lo dirige Aliye Öztan.
Algunos los hallazgos se exhiben en el Museo de Aksaray; otros se muestran en el Museo Arqueológico de Niğde. El elemento más conocido de los descubrimientos es la colección de «bulas», una especie de marcas en arcilla que llevan improntas de sellos cilíndricos o de molde en estilos diversos.

## Arquitectura

### Palacios
los edificios presentan semejanzas entre sí en cuanto a las técnicas de construcción, y probablemente pertenecen a un mismo complejo residencial y administrativo, que debía comprender también el palacio real, aún inexplorado.
Palacio de Sarikaya
El palacio debí de constar de unas 50 estancias. Muchas de ellas son reconocibles a pesar de la erosión de una parte del área sobre la que surge la construcción. a lo largo de los tres lados conservados, y probablemente también del cuarto, hoy perdido, se extendían pórticos que se apoyaban sobre pilastras de madera con bases de piedra. Estos daban , en el exterior del palacio, a amplios patios a cielo abierto que llevaban quizás a habitaciones del servicio. La planta baja estaba dedicada a almacén. Uno de los locales aún guarda pithoi.
Palacio de Hatipler Tepesi
Presenta una estructura análoga al de Sarikaya, pero tiene más estancias destinadas a la conservación de alimentos en pithoi.